# Клітини Мюллера
Клітини Мюллера — гліальні клітини сітківки ока хребетних.

## Загальн характеристика
Це другі по частоті клітини сітківки після нейронів.
Деякі автори вважають їх спеціалізованими фібрилярними астроцитами. Вперше описані німецьким анатомом Генріхом Мюллером (1820–1864).

## Гістологія
Особливістю мюллерівських клітин є те, що вони простягаються від внутрішньої пограничної мембрани (межує зі скловидним тілом) до зовнішньої пограничної мембрани. Тіла клітин знаходяться у внутрішньому ядерному шарі.

## Оптичне значення
Втрата архітектоніки клітин Мюллера має значення при відшаруванні сітківки.
Згідно з результатами дослідження при Лейпцизькому університеті 2007 року показали, що клітини Мюллера мають світлопровідну функцію. Вони збирають світло з передньої поверхні сітківки і проводять його до фоторецепторів, розміщених на задній поверхні сітківки, подібно до оптично-волоконного кабелю. Без мюллерівських клітин світло потраплятиме на фоторецептори в розсіяному вигляді, це приведе до зниження гостроти зору.